# لپاکی ماوه
لپاکی ماوه (به لاتین: Lepaki Małe) یک روستا در لهستان است که در گمینا اوک واقع شده‌است.